# Carphurini
Carphurini es una tribu de coleópteros polífagos de la familia Melyridae.

## Géneros
- Afrocarphurus Evers, 1998
- Apteromalachius Wittmer, 1960
- Balanophorus MacLeay, 1872
- Brachyhedibius Pic, 1917
- Carphuroides Champion, 1923
- Carphuromorphus Pic, 1917
- Carphurus Erichson, 1840
- Chaetocoelus LeConte, 1880
- Choresine Pascoe, 1860
- Falsolaius Pic, 1917
- Helcogaster Boheman, 1858
- Metachoresine Evers, 1997
- Microcarphurus Pic, 1917
- Neocarphurus Lea, 1898
- Telocarphurus Wittmer, 1939